# Boulevard of Broken Dreams
Boulevard of Broken Dreams è un singolo del gruppo musicale statunitense Green Day, pubblicato il 29 novembre 2004 come secondo estratto dal settimo album in studio American Idiot.
Il singolo, oltre ad aver venduto oltre 5 milioni di copie nel mondo, ha vinto il Grammy Award alla registrazione dell'anno e il video del brano si è aggiudicato ben 6 premi su 6 agli MTV Video Music Awards 2005. Al 2018, Boulevard of Broken Dreams rimane l'unica canzone nella storia ad aver vinto sia il Grammy Award alla registrazione dell'anno che l'MTV Video Music Award al video dell'anno.

## Descrizione
Boulevard of Broken Dreams è composta nella chiave di Fa minore, come Holiday, il suo preludio. L'apertura presenta una chitarra elettrica con tremolo che riproduce la progressione dei versi.
L'effetto del tremolo nell'apertura è stato ottenuto manipolando digitalmente la registrazione. Il suono è stato difficile da riprodurre, in quanto quest'ultimo doveva rimanere sincronizzato con il resto della canzone. Armstrong ha aggiunto tracce di chitarra acustica per aumentare i ritmi della chitarra elettrica e della batteria di Tré Cool. Il cantato di Billie Joe inizia con l'accompagnamento di una chitarra acustica. Il basso e la batteria entrano dopo le prime 2 linee. Il pre-ritornello presenta una melodia in chitarra solista seguita poi dal ritornello distorto. L'assolo che viene dopo il secondo ritornello, segue la progressione in versi, mentre l'outro segue una progressione di power chords.

## Influenze
La canzone ricorda Wonderwall degli Oasis, sostanzialmente per via degli accordi di base, pur avendo una struttura diversa. Le note finali del refrain e l'ultimo accordo dello stesso si rifanno chiaramente a "Supersonic" sempre degli Oasis nella parte in cui Liam Gallagher canta "but before tomorrow". Alla fine del 2006 Noel Gallagher, allora chitarrista degli Oasis, dichiarò: «Dovrebbero avere la decenza di aspettare che muoia [prima di rubarmi le canzoni]. Io, almeno, alla gente cui rubo le canzoni pago la cortesia». La reazione di Gallagher è dovuta probabilmente alla diffusione di Boulevard of Broken Songs, mixaggio del DJ e produttore di San Francisco Party Ben, che nel 2004 fuse Boulevard of Broken Dreams, Wonderwall, Writing to Reach You dei Travis e Dream On degli Aerosmith.
Come dichiarato da Billie Joe Armstrong nel programma di VH1 del 2005 Storytellers, il titolo della canzone è stato preso dall'omonimo dipinto di Gottfried Helnwein che ritrae James Dean mentre cammina da solo.

### Contenuto
Il testo cita per la prima volta Jimmy, di cui si parlerà più esplicitamente nel singolo St. Jimmy; egli è un ragazzo che si trova in un periodo di confusione psicologica, di tristezza e solitudine.
Egli si trova in una strada solitaria e deserta, immersa nel silenzio e cammina da solo come può evidenziare la strofa, ripetuta più volte: «I walk alone, I walk alone...», ovvero: “Cammino da solo, cammino da solo...”.
Il ragazzo considera questa strada (Boulevard) come una casa e come l'unico posto che abbia mai conosciuto.
In quella strada le uniche cose che si muovono sono il suo cuore e la sua ombra e lui a volte ha il desiderio che accanto a lui ci sia qualcuno ma: «'Til then I walk alone», “fino ad allora camminerò da solo”.

## Video musicale
Il video musicale nel 2004, periodo di estrazione del singolo, è stato trasmesso su MTV con una frequenza elevatissima tant'è che si è aggiudicato ben 7 premi al Video Music Awards di MTV nello stesso anno; Nel video appaiono i tre componenti, per la maggior parte in sequenza al rallentatore, i quali scendono da una macchina e si aggirano per una città apparentemente uscita da qualche film western; per dare maggiormente quest'impressione, in una sequenza appare un grosso condor (appartenente ad uno dei tecnici che hanno lavorato al filmato); frequenti distorsioni e strisce nere appaiono sullo schermo poiché Samuel Bayer ha usato tecniche poco ortodosse per raggiungere questi effetti, come la retro-proiezione e il danneggiamento del negativo attraverso schegge e sigarette accese.
Il video ha trionfato in sei categorie agli MTV Video Music Awards 2005: Video dell'anno, Miglior video di un gruppo, Miglior video rock, Miglior regia, Miglior montaggio e Miglior fotografia.

## Accoglienza
Boulevard of Broken Dreams è il singolo di maggior successo in classifica del gruppo, avendo raggiunto la seconda posizione della Billboard Hot 100 per cinque settimane, preceduto da Candy Shop di 50 Cent e Olivia. Ha inoltre trascorso sedici settimane al primo posto della Alternative Songs, quattordici settimane al primo posto della Mainstream Rock Songs, undici settimane al primo posto della Adult Top 40, e quattro settimane al primo posto della Pop Songs.
Il brano è stato il nono singolo più venduto durante il decennio 2000-2009 con oltre 5 milioni di copie nel mondo.

## Tracce
CD 1
1. Boulevard of Broken Dreams
2. Letterbomb (Live)

CD 2
1. Boulevard of Broken Dreams
2. American Idiot (Live)
3. She's a Rebel (Live)

CD 3
1. Boulevard of Broken Dreams
2. Letterbomb (live)

### 7" Picture Disc
Lato A
1. Boulevard of Broken Dreams

Lato B
1. Letterbomb (live)

## Formazione
- Billie Joe Armstrong – voce e chitarra
- Mike Dirnt – basso e voce
- Tré Cool – batteria

## Classifiche
| Classifica (2004-05)          | Posizione massima |
| ----------------------------- | ----------------- |
| Australia                     | 5                 |
| Austria                       | 8                 |
| Belgio (Fiandre)              | 54                |
| Belgio (Vallonia)             | 53                |
| Canada                        | 1                 |
| Danimarca                     | 8                 |
| Finlandia                     | 16                |
| Francia                       | 19                |
| Germania                      | 13                |
| Irlanda                       | 2                 |
| Norvegia                      | 4                 |
| Nuova Zelanda                 | 5                 |
| Paesi Bassi                   | 25                |
| Regno Unito                   | 5                 |
| Regno Unito (rock & metal)    | 1                 |
| Stati Uniti                   | 2                 |
| Stati Uniti (alternative)     | 1                 |
| Stati Uniti (mainstream rock) | 1                 |
| Svezia                        | 2                 |
| Svizzera                      | 12                |